# Dąbrowa Łazy (przystanek kolejowy)
Dąbrowa-Łazy – przystanek kolejowy we wsi Dąbrowa-Łazy, w gminie Szepietowo, w powiecie wysokomazowieckim, w województwie podlaskim, w Polsce. Składa się z 2 niskich naprzeciwległych peronów bocznych o długości 204 metrów. Perony znajdują się ok. 150 metrów na wschód od drogi powiatowej nr 2081B oraz przejazdu kolejowo-drogowego kategorii „D”. W pobliżu przejazdu stoi murowana dróżniczówka pochodząca z początku XX w.. 

## Połączenia
Do 2009 roku przystanek obsługiwały pociągi osobowe Przewozów Regionalnych relacji Białystok – Małkinia – Białystok. Od 23 lutego 2009 przystanek pozostawał nieobsługiwany, gdyż pociągi osobowe jadące z Białegostoku skrócono do stacji Szepietowo. Połączenia regionalne skrócono, gdyż ich dotychczasowa krańcowa stacja Małkinia leży na terenie województwa mazowieckiego, a marszałkowie województw podlaskiego i mazowieckiego nie porozumieli się w kwestii finansowania połączeń na styku swych województw oraz z powodu decyzji Podlaskiego Zakładu Przewozów Regionalnych o zaprzestaniu obsługi na terenie województwa mazowieckiego. Leżąca już na terenie województwa podlaskiego stacja Czyżew nie posiadała natomiast technicznych możliwości na obrót pociągu od strony Białegostoku. Jako rekompensatę tych połączeń do obsługi przystanku skierowano wówczas autobusy zastępcze na trasie Szepietowo – Czyżew.

## Modernizacja
26 czerwca 2020 roku PKP Polskie Linie Kolejowe podpisały umowę na modernizację odcinka linii kolejowej nr 6 Czyżew – Białystok prowadzoną w ramach projektu Rail Baltica. Prace mają potrwać do 2023 roku. Od 11 grudnia 2022 roku przystanek odzyskał połączenia pasażerskie w ilości 2 par pociągów Regio spółki Polregio w relacji Białystok - Małkinia - Białystok.

## Ruch pasażerski[9]
| Rok  | Wymiana pasażerska na dobę |
| ---- | -------------------------- |
| 2017 | 0-9                        |
| 2018 | –                          |
| 2019 | 0-9                        |
| 2020 | 0-9                        |
| 2021 | –                          |
| 2022 | –                          |
| 2023 | 0-9                        |

## Galeria

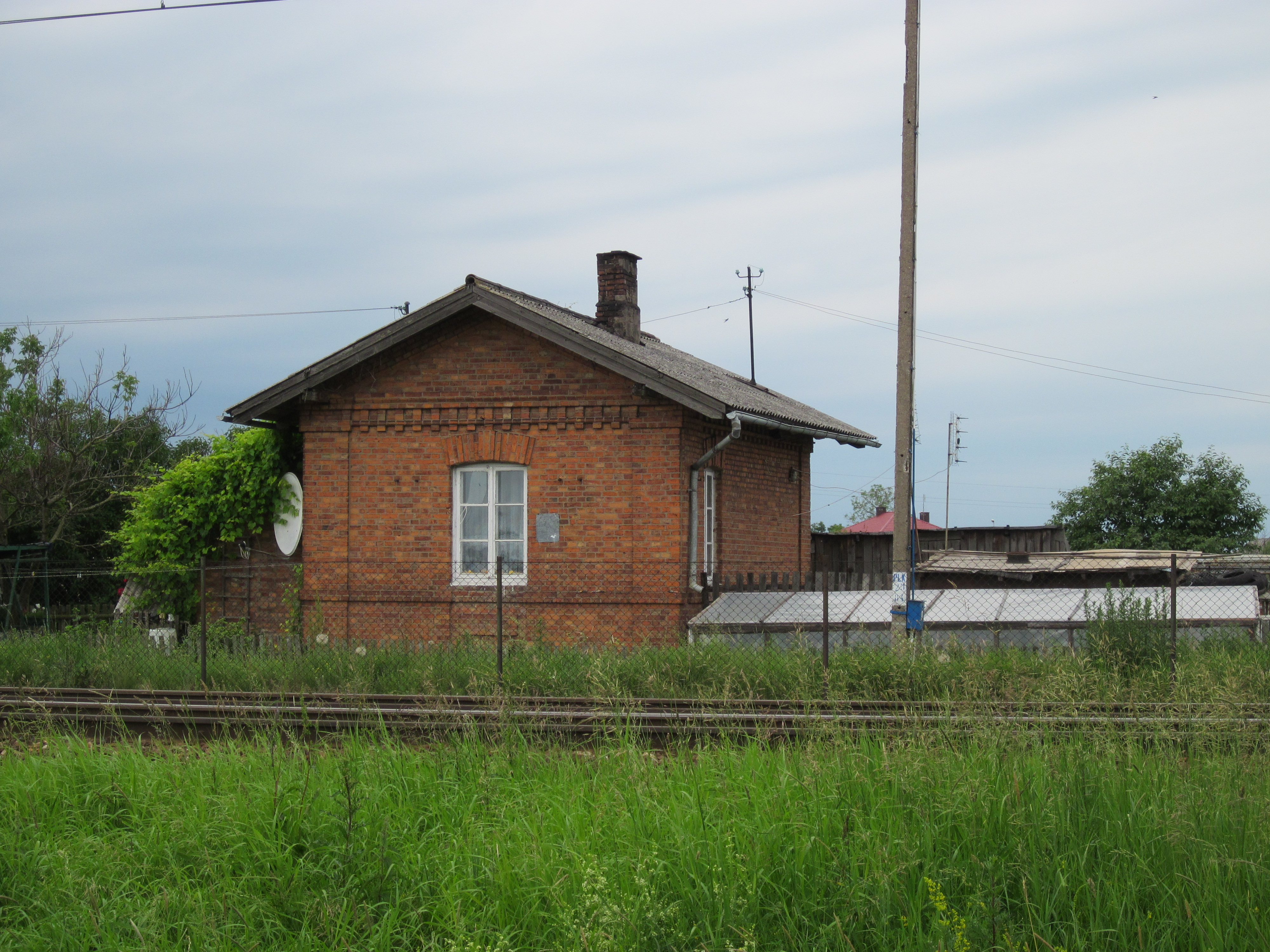
Dróżniczówka (2012)
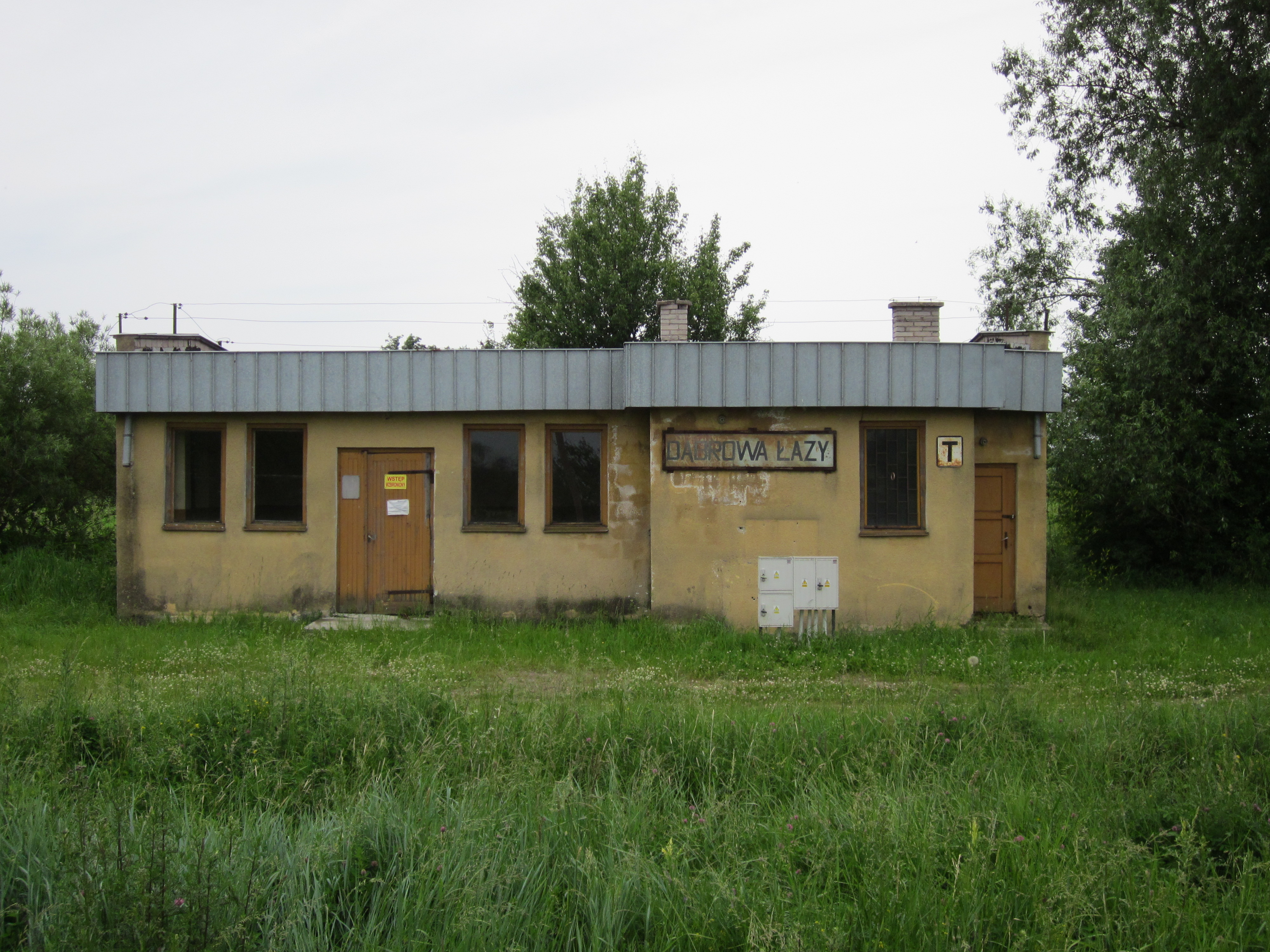
Dworzec (2012)
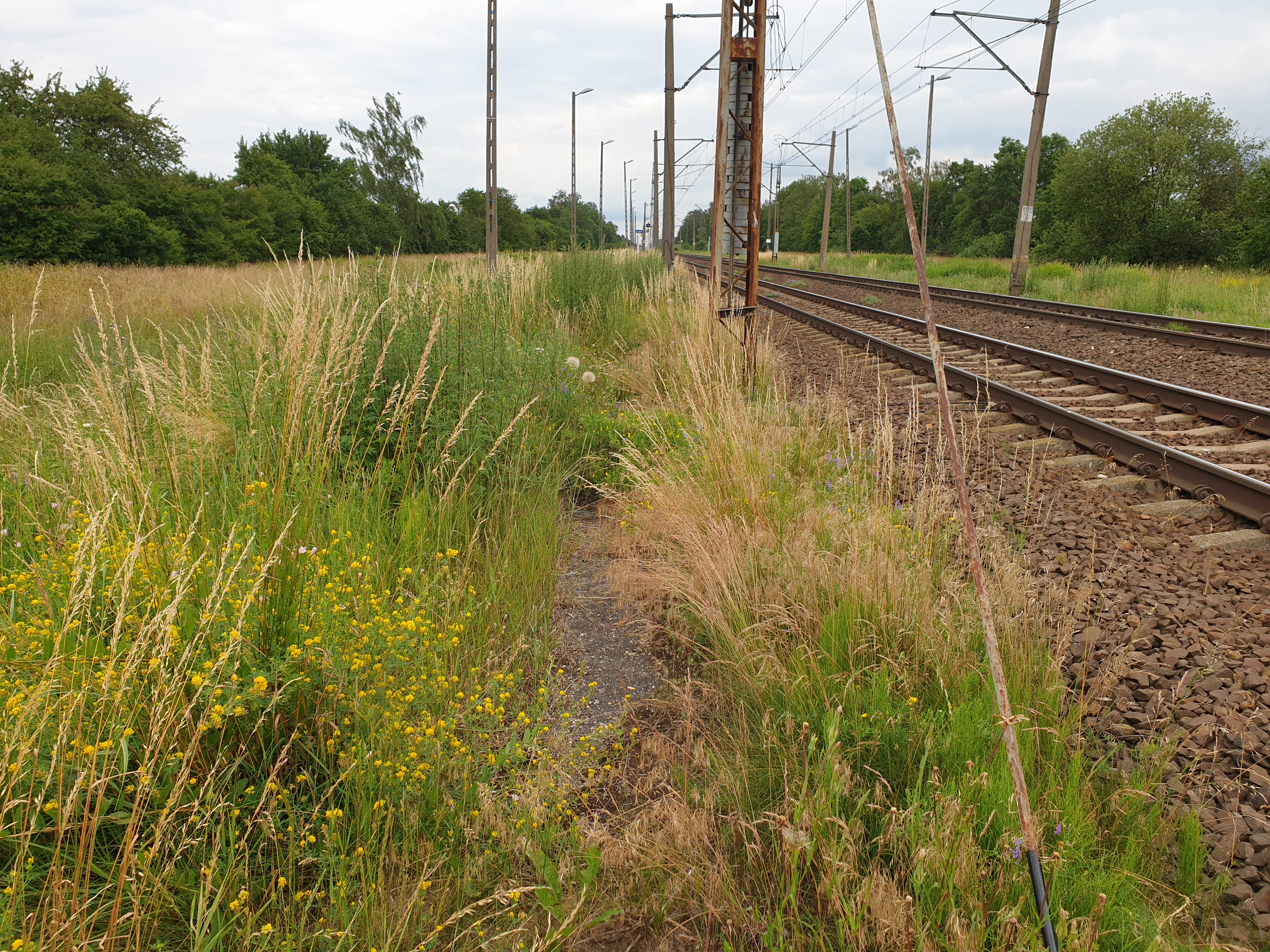
Dojście do peronu 2 (2020)
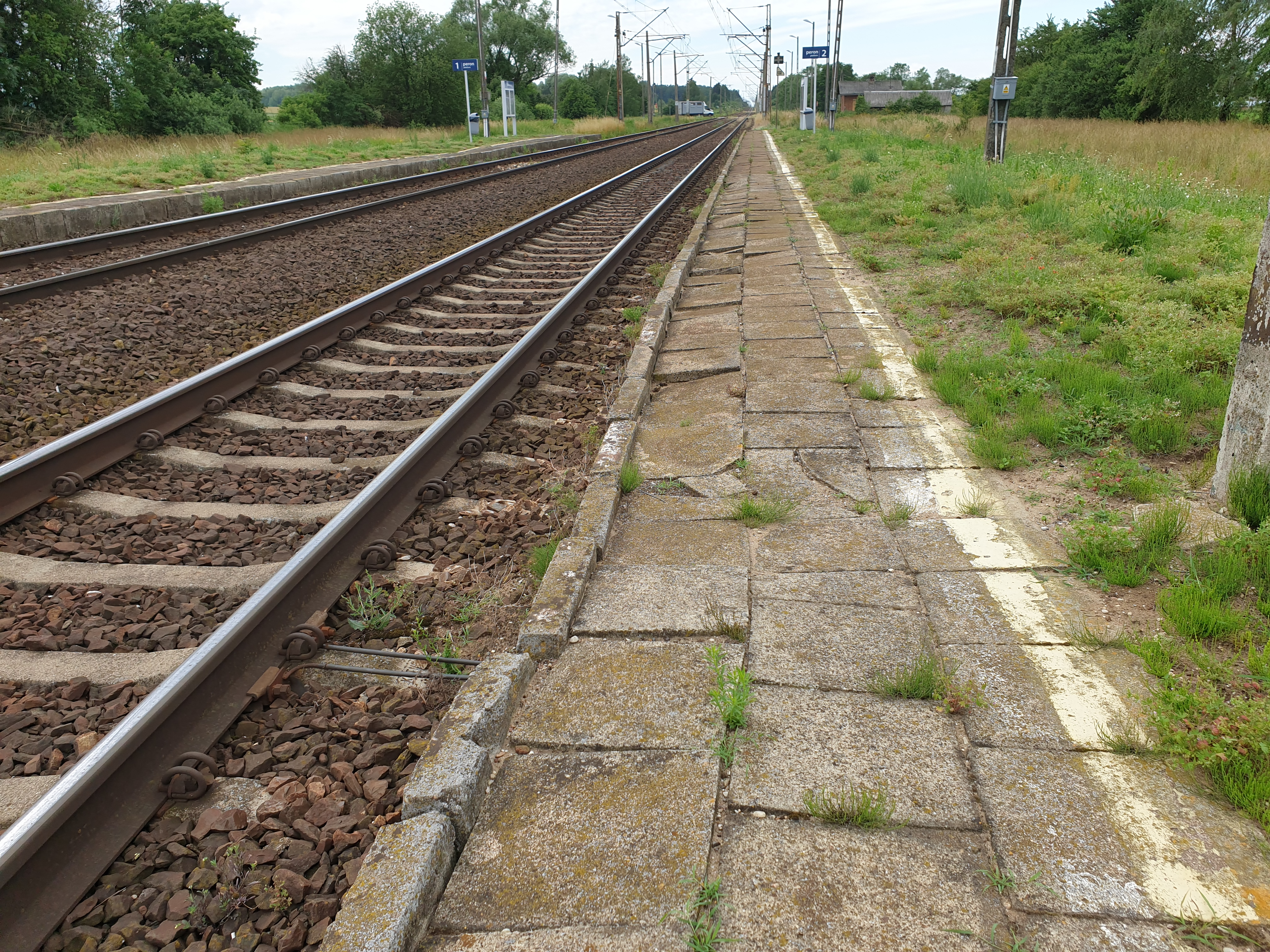
Stan peronu 2 (2020)
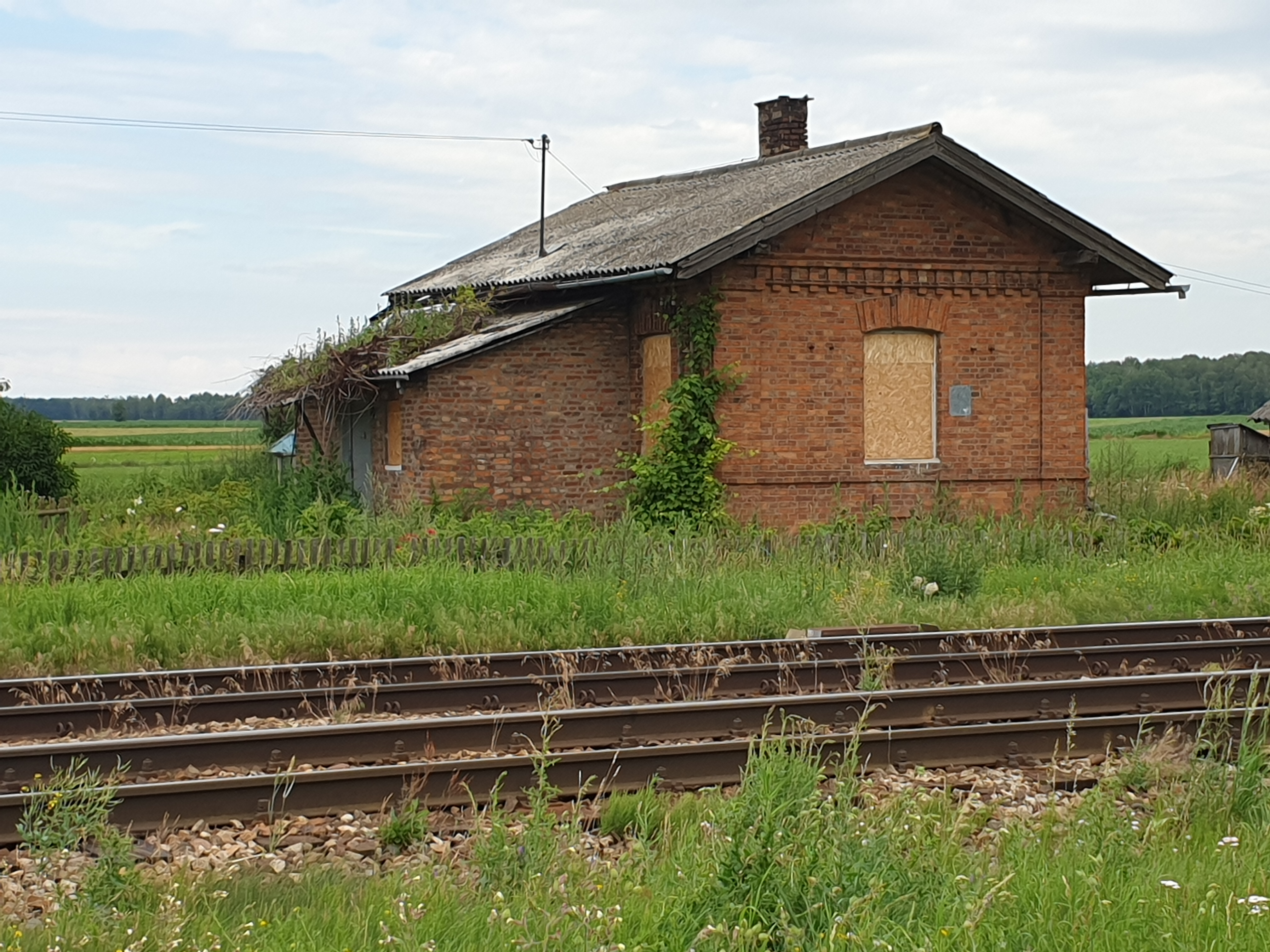
Nieczynna dróżniczówka (2020)